# سكوت كوزاك
سكوت كوزاك (بالإنجليزية: Scott Kozak)‏ هو لاعب كرة قدم أمريكية أمريكي، ولد في 28 نوفمبر 1965 في هيلسبورو في الولايات المتحدة.

## وصلات خارجية
- سكوت كوزاك على موقع مرجع كرة القدم المحترفة.كوم (الإنجليزية)